# Benxi, Benxi
Benxi, tidigare romaniserat Penki, är ett autonomt härad för manchuer som lyder under Benxis stad på prefekturnivå i Liaoning-provinsen i nordöstra Kina.
Benxis härad består av de delar som blev över av häradet då dess huvudort blev ombildat till stadsdistrikt i staden med samma namn.

## Källa
1. ↑  ”worldpostmarks.net”. Arkiverad från originalet den 2 januari 2015. https://web.archive.org/web/20150102101710/http://worldpostmarks.net/HTML%20Countries/china.htm. Läst 22 december 2014.